# هارون
هَارُونُ (بالعبرية: אַהֲרֹן)، هو نبي من أنبياء الله وكاهن وشخصية مقدسة في الأديان الإبراهيمية (اليهودية والمسيحية والإسلامية)، وهو ابن عمران والأخ الأكبر للنبي موسى. تأتي مصادر المعلومات المتعلقة بهارون حصريًا من النصوص الدينية كالكتاب المقدس العبري والعهد الجديد (لوقا، وأعمال الرسل ، والعبرانيين).
عاش النبي هارون مع أخيه النبي موسى في مصر في عصر الفراعنة حسب العهد القديم والقرآن وفي الكتاب المقدس العهد القديم.

## في الكتاب المقدس

### نسبه
يذكر الكتاب المقدس أن نسب هارون هو: هارون بن عمران او عمرام بن قاهث بن لاوي بن يعقوب بن إسحاق بن إبراهيم. والدته هي يوكابد، وهو الإبن البكر لعمرام وأكبر من أخيه موسى بثلاث سنوات.

### حياته
ورد أول ذكر لهارون في سفر الخروج (14:4) عندما عيّنه يهوه إله اليهود مساعدًا ومتحدثًا باسم موسى الذي كان ثقيل الفم واللسان.
كان هارون الأداة لصنع كثير من المعجزات (التي يرويها سفر الخروج): كتحويل مياه الأنهار إلى دم (20:7) وصعود الضفادع (فمد هارون يده على مياه مصر فصعدت الضفادع وغطت أرض مصر) (خروج 5:8).
تزوج من إليشيفا وأنجب منها أربعة أبناء: إيثامار، أليعازر، ناداب، أبيهو.

### وفاته
توفي هارون على قمة جبل هور، عن عمر يبلغ 123 عام بعد أن قام بخلع رداء الكهنوت على ابنه أليعازر بناءاً على أمر يهوه لموسى: (خذ هارون وأليعازر ابنه واصعد بهما إلى جبل هور واخلع عن هارون ثيابه والبس أليعازر ابنه إياها...) العدد(25:20-27) حسب التوراة. ويقال توفي قبل أخيه موسى ودُفن على قمة جبل بالقرب من مدينة البتراء في الأردن. ويسمّى الجبل الآن بجبل هارون نسبة للنبي هارون.

## في الإسلام
ذكر القرآن هارون أكثر من عشرين مرة. أحيانا على أنه كان وزيرًا لموسى: ﴿وَلَقَدْ آتَيْنَا مُوسَى الْكِتَابَ وَجَعَلْنَا مَعَهُ أَخَاهُ هَارُونَ وَزِيرًا ۝٣٥﴾ [الفرقان:35]، وأحيانا على انه المتحدث نيابة عنه: (﴿وَأَخِي هَارُونُ هُوَ أَفْصَحُ مِنِّي لِسَانًا فَأَرْسِلْهُ مَعِيَ رِدْءًا يُصَدِّقُنِي إِنِّي أَخَافُ أَنْ يُكَذِّبُونِ ۝٣٤﴾ [القصص:34]، ﴿وَاحْلُلْ عُقْدَةً مِنْ لِسَانِي ۝٢٧ يَفْقَهُوا قَوْلِي ۝٢٨ وَاجْعَلْ لِي وَزِيرًا مِنْ أَهْلِي ۝٢٩ هَارُونَ أَخِي ۝٣٠﴾ [طه:27–30]).
ولما كان القرآن يعطي هارون مكانة كبيرة ودورا هاما في صحبة أخيه فإنه ينفي عنه صناعة العجل الذي عبده اليهود في غيبة موسى. وينسبه إلى شخص اسمه السامري: ﴿قَالَ فَإِنَّا قَدْ فَتَنَّا قَوْمَكَ مِنْ بَعْدِكَ وَأَضَلَّهُمُ السَّامِرِيُّ ۝٨٥﴾ [طه:85] واعترض هارون على هذا العمل.